# Stabblandet
Stabblandet  est une île de la commune de Aure, du comté de Møre og Romsdal, dans la mer de Norvège.

## Description
L'île de 36,6 km2 se trouve à l'ouest de l'île d'Ertvågsøya, au sud de la petite île de Solskjelsøya, à l'est de la grande île de Tustna et au nord du continent de la municipalité de Halsa. 
La majeure partie de la population de Stabblandet vit à l'extrémité nord relativement plate de l'île, dans les fermes Soleim et Nygarden, et surtout dans le hameau de Nordheim à l'extrême nord-est.

## Galerie

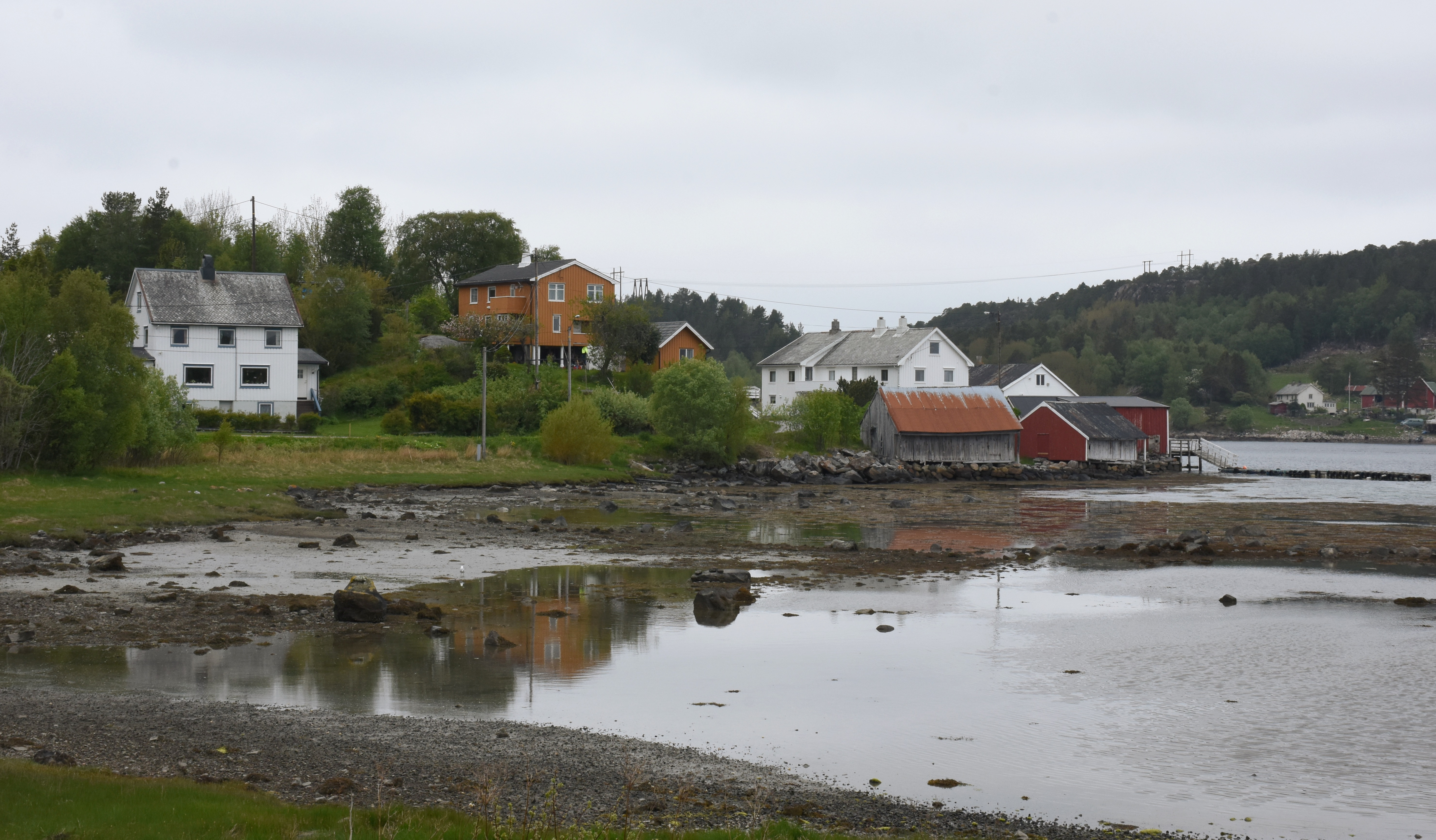
Hameau de Nordheim